# Philedia connecta
Philedia connecta är en fjärilsart som beskrevs av Gued. 1939. Philedia connecta ingår i släktet Philedia och familjen mätare. Inga underarter finns listade i Catalogue of Life.